# Aguas marinas y litoral de España
Las aguas marinas y el litoral de España lo forman su dominio territorial marino comprendido entre el Mar Mediterráneo, Cantábrico y Océano Atlántico, así como el dominio costero peninsular español formado por playas, calas y acantilados, así como el de sus Islas y archipiélagos. Estos dominios territoriales están regulados principalmente por la Ley 22/1988, de 28 de julio, de Costas y la Ley de Protección del medio Marino del 12 de marzo de 2010.
Según la Ley de Protección del medio Marino en España, desde un punto de vista administrativo, este se divide en siete demarcaciones marinas, demarcación marina:
- Galaico-atlántica (entre la punta de Estaca de Bares y la desembocadura del río Miño). 
- Cantábrica (entre la desembocadura del río Bidasoa y la punta Estaca de Bares).
- Levante (entre cabo de Gata y cabo de Creus).
- Balear (aguas marinas de las islas Baleares).
- Alborán (entre la punta de Tarifa y cabo de Gata).
- Sudatlántica (entre la desembocadura del río Guadiana y la punta de Tarifa).
- Canaria, que comprende las aguas marinas de las islas Canarias.
En el dominio costero reside el 58% de la población total española, unos 23 millones de habitantes. Las regiones costeras en España corresponden a las comunidades autónomas del País Vasco, Cantabria y Asturias bañadas por el mar Cantábrico, Galicia por el mar Cantábrico y océano Atlántico, Cataluña, Islas Baleares, Comunidad Valenciana, Murcia y las ciudades autónomas de Ceuta y Melilla bañadas por el Mediterráneo, Andalucía bañada por el mar Mediterráneo y océano Atlántico, y por último las islas Canarias situadas en el océano Atlántico.

## Litoral España

### Espacios naturales del litoral español
El número de espacios naturales más relevantes del litoral español es de:
- Cataluña: 22 espacios naturales.

El Borró-riera Garvet i Muntanya dels Canons, el Cap de Creus, Aiguamolls de L´Empordà, Illes Medes y Massís de Montgrí, Desembocadura del riu Ter i Bassa del Frare Ramon, Puig Gruí-Cala Pedrosa e Illa Roja, Cala del Castell-Puig del Terme e Illes Formigues, litoral del Massís de l’Ardenya, Turó de la Morisca i Barranc de cala Morisca, Punta de Sureda-Punta de S´Agulla, litoral de Montnegre i El Corredor, Delta de Llobregat, Estany del Remolat, El Garraf, Serra dels Paranys i cales sud de Sitges, Els Muntanyars i la Platja de Torredembarra, Desembocadura del Riu Gaià, Tamarit-Punta de la Mora, Riera de Riudecanyes y la Pixerota, Rojala-Platja del Torn, Port Olivet-Cap Roig y finalmente el Delta de L´Ebre, de los cuales sólo seis son parques naturales.
- Comunidad Valenciana: 22 espacios naturales.

Marjal de Peñíscola, sierra d'Irta, Prat de Cabanes-Torreblanca, islas Columbretes, el área del marjal de Nules, Burriana y estanys d'Almenara, marjal dels Moros, el área de marjal de Rafalell i Vistabella y l´horta nord de València, L´Albufera de València, montaña y cabo de Cullera, marjal y estany de la ribera sud del Xúquer, área marjal de la Safor y playas de L´Ahuir y sud de Tavernes de la Valldigna, Montgó, el área del saladar de Xàbia, cabo de San Martín e isla del Portixol, área de cala Granadella, peñón d'Ifac, salinas de Calp, sierra Gelada, el área de sierra Les Talades y cala Racó del Conill, área del saladar d'Aigua Amarga y sierra de Colmenares, área del salar de la Sinieta y playa del Altet , el área del Clot de Galvany y dunas de Carabassi, sierra de Santa Pola, el área de salinas de Santa Pola, Fondo d'Elx y dunas de Rebollo y Tusales, y por último área de lagunas de La Mata y Torrevieja y dunas de Guardamar del Segura, de los cuales sólo nueve son parques naturales.
- Islas Baleares:45 espacios naturales.

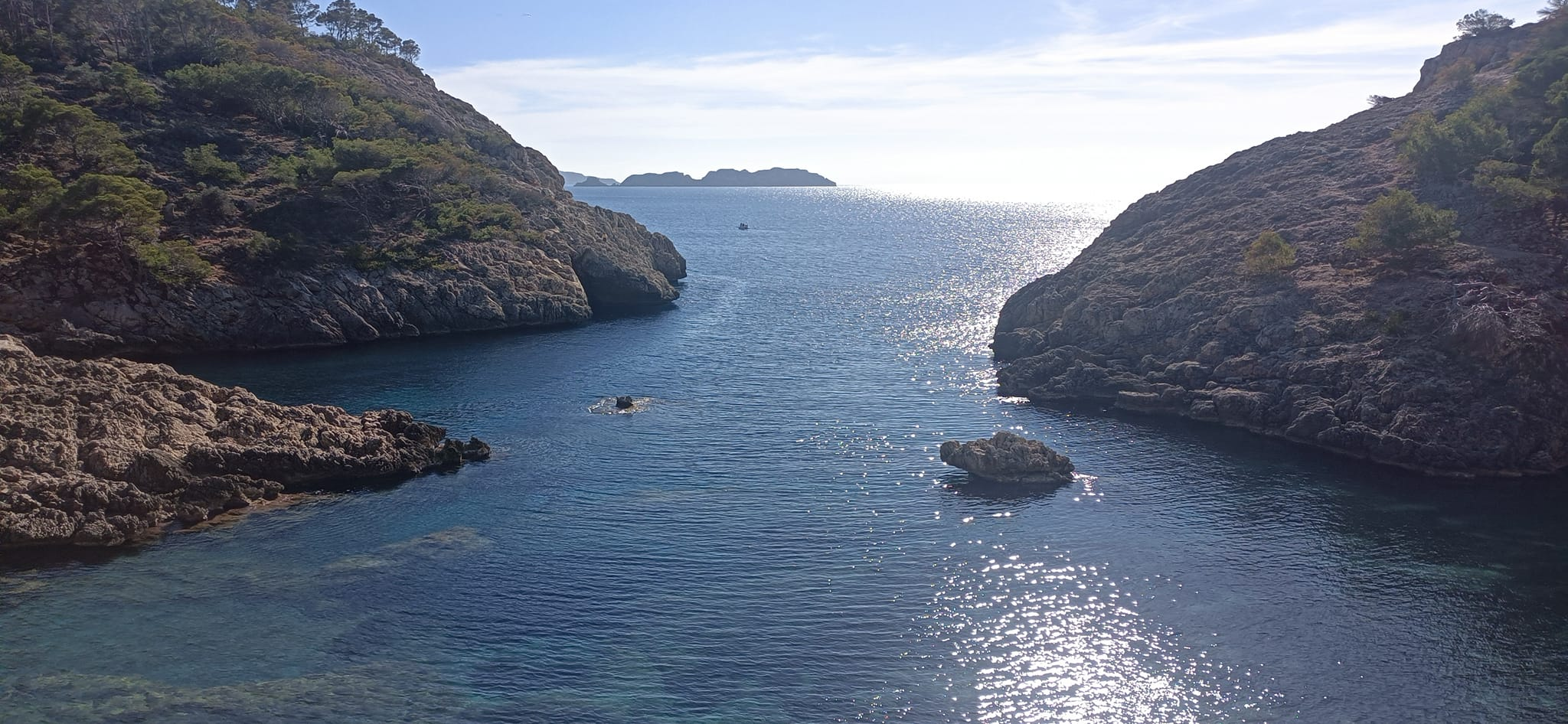
Caló d'es Mongo, en Mallorca.

Quince en las Pitiusas, los Amunts de Ibiza, el área del puerto de Benirrás y Xarraca, el área de plana de Portinax y norte de San Juan, el área de macizo de San Carlos, cabo Roig e isla de Tagomago, el área de cala Nova, punta Arabí e islotes de Santa Eulària, Rodona i es Canà, el área de puig Marina, cap Llibrell y puig d'es Moltons, el área de la platja de s´Estanyol, serra de Sa Cova y puig de Palleu, cala Jondal, Porroig, el área de cala d'Hort, cap Llentrisca y sa Talaia, el área natural de cala Compta y cala Bassa e islotes de Ponent, el área de cala Saona y cabi de Barbaria, el área de Es Pí d'es Català, playa de Migjorn y Mola del Pilar, y por último Las Salinas, de los cuales únicamente hay un parque natural y compartido entre Ibiza y Formentera. En Mallorca treinta, sierra de Tramontana, isla de Dragonera, es Saluet en Puerto de Andrach, cap des llamp, cap d'Andritxol, cap de cala Figuera-Refeubeig, es Carnatge d'es Coll de Rabasa, salines de Ses Fontanelles, cap Enderrocat, Marina de Lluchmayor, El Trench-Salobrar de Campos, cabo de las Salinas, archipiélago de Cabrera, cala Mondragón, sa Punta y s'Algar, es Fangar, punta Negra-cala Mitjana, santuario de San Salvador, calas de Manacor, puig de ses Donardes y Consolación, punta de n'Amer, serra de Son Jordi, torrente de Cañamel, Península de Llevant (sa punta de Capdepera, cala Mesquida-cala Agulla, s'Heretat, cap Vermell, puig Segué, montañas d'Artà, torrent de na Borges, sa Canova, Dunas de Son Real), puig de Sant Martí, puig de María, s´Albufera de Mallorca, La Victoria (cap d'es pinar), serra de Son Fe s´Albufereta y sa punta Manresa, de los cuales sólo cuatro son parques naturales, uno es reserva natural y uno es parque nacional.
- Región de Murcia: 14 espacios naturales

Las salinas de San Pedro del Pinatar, Mar Menor (El Carmolí, salinas de Lo Poyo y de Marchamalo y playa de Amoladeras), Calblanque, el área de la Fausilla, El Gorguel y Portman, cabo Tiñoso, la bahía de Mazarrón (Sierra de las Moreras, Cabezo de la Pelea y Covaticas, Lomas de Percheles y Parazuelos, rambla de Ramonete, Calnegre y la Marina de Cope), Playa del Arroz y Cabezo de Calabarrilla, Isla del Fraile y El Cambrón, y por último las Cuatro Calas, de los cuales únicamente tres están catalogados como parques regionales, uno como reserva natural y tres como paisajes protegidos.

### Playas y calas de España
Las playas y calas de España que han preservado sus características originales, o integradas en el entorno de espacios naturales protegidos son:
- En Cataluña, la playa del Castell, playas del delta del Ebro, es decir la playa de la Isla Buda, Migjorn, Serrallo, Trabucadors y Punta del Fangar, también destacan las playas del Torn y Can Comes, así como las calas de Waikiki y Taballera.

- En las Islas Baleares, en las islas Pitiusas, las playas del parque natural de las Salinas (S'Alga, Illetes, Las Salinas, Llevant, Cavall d'en Borràs y Es Cavallet) así como las calas de caló d'en Serra, cala Conta, d'Hort y Saona, en Mallorca destaca la playa d'es Caragol, es Carbó, El Trench, sa Canova y d'es Comú, así como las calas de es Marmols, Coll Baix, Varques, Magraner, Caló d'es Monjo, Ses Caletes, Torta, Matzoc y Arenalet d'es Verge, ya en la isla de Menorca las playas que más destacan son la playa de Cavallería, Algaiarens, Arenal de Son Saura, Binigaus y Son Bou, así como las calas de Trebalúger, Pilar, d'en Turqueta, Escorxada, Mitjana, Macarelleta, Talaier, d'en Tortuga, Picafort, s´Enclusa y s´Arenal de Mongofre.

- En La Comunidad Valenciana, la playa de Cabanes, La Devesa, San llorenç, El Pinet y El Rebollo.

- En la Región de Murcia, las playas de Calblanque, la playa de Percheles, la Llana, Parazuelos-Puntas de Calnegre y Cabezo de la Pelea, así como las calas de Parreño, cala Cerrada, Calnegre, La Carolina, Baño de las Mujeres, Ciscar, Arroz, Leño, Blanca y La Galera.

## Aguas Marinas

### Espacios marinos protegidos en España
Respecto a áreas marinas protegidas, en España hay una, llamada El Cachucho, montaña submarina situada en la comunidad autónoma de Asturias frente a la localidad de Ribadesella de 235000 hectáreas.
En lo que respecta a reservas marinas de interés pesquero hay veinticuatro, de las cuales diez son de gestión estatal, cinco compartidas con las comunidades autónomas, y por último catorce de gestión exclusiva de las comunidades autónomas.
Las diez reservas marinas de interés pesquero con gestión estatal son:
- Cataluña: 1
Llamada Masía Blanca, de 457 ha. situada en la provincia de Tarragona en la playa Coma-ruga. 
- Islas Baleares: 1
Llamada Levante de Mallorca-Cala Rajada de 11.000 ha.
- Comunidad Valenciana: 2
Llamadas Illes Columbretes de 4400 ha. e Illa de Tabarca de 1400 ha.
- Murcia: 1
Llamada Cabo de Palos-Islas Hormigas de 1898 ha.
- Andalucía: 2
Llamadas Cabo de Gata-Níjar de 4613,45 ha. e Isla de Alborán de 429 ha.
- Islas Canarias: 3
Llamadas Isla Graciosa de 70700 ha. en la isla de Lanzarote, La Restinga-Mar de las Calmas de 750 ha. en la isla del Hierro y La Palma de 3719 ha. en la isla de La Palma.
Las reservas marinas bajo gestión exclusiva de las comunidades autónomas son desembocadura del río Guadalquivir en Andalucía, Illes Medes, Cap Negre y Cap de Creus en Cataluña, Ría de Cedeira y Os Miñarzos de Lira-Carnota de 2214,3 ha. en Galicia, Es Freus de 13617 ha. en Ibiza y Formentera, zona norte de Menorca de 5119 ha., Bahía de Palma, Migjorn de Mallorca e islas del Toro y Malgrats en las Islas Baleares, Gaztelugatxe en el País Vasco y reserva marina del cabo de San Antonio en Alicante de 110 ha.
En lo que respecta a lugares de interés comunitario LIC en territorio marino hay:
- Comunidad Valenciana: 14 LIC

Área marina de la sierra d'Irta, área marina del Prat de Cabanes-Torreblanca, islas Columbretes, área marina de Oropera y Benicasin, área marina de Nules, Burriana y Moncofa, área marina de la albufera de Valencia, l´Almadrava de Denia, área marina del Montgó, área marina de los acantilados de la Marina, área marina d'Ifac, área marina de la sierra Gelada y litoral de la Marina Baixa, cabo de l´Horta, área marina de Tabarca, y finalmente área marina de cabo Roig.
- Islas Baleares: 30 LIC

Área marina de cala d'Algaiarens, norte de Menorca, caleta de Binillautí, punta Prima e isla del Aire, cala LLucalari a Cales Coves, sur de Menorca y Arenal de Son Saura así como cabo Negre en Menorca, en Mallorca se encuentra el área marina de Cala Figuera, bahías de Pollensa y Alcudia, Ca'n Picafort, punta de n'Amer, área de costa del Levante, Porto Colom y punta d'es Ras, área marina de Cabrera, cabo de las Salinas y El Trench, área de cabo Enderrocat a cabo Blanco, cabo de cala Figuera, es Rajolí, Puerto del Canonge, así como s´Estaca y punta de Deyá, en Ibiza y Formentera se encuentra el área marina del norte de San Juan, isla de Tagomago, cabo Martinet, Las Salinas de Ibiza y Formentera, el área oeste de Ibiza, Es Vedrà y Es Vedranell, Islots de Ponent, islas de Ses Marmalides, así como todo el litoral de la isla de Formentera, cala Saona, cabo de Barbaria, playa de Tramuntana y Migjorn, así como la Mola.

## Degradación del litoral y contaminación de las aguas de baño
- Los arenales catalanes más degradados son la playa del Torn (con central nuclear cercana, red ferroviaria a 50 metros de la playa, camping próximo y vistas a núcleos de población próximos), así como la playa de Can Comes con urbanizaciones que dañan el parque natural en el que se encuentra. La playa de Punta del Fangar recibe gran cantidad de sólidos y sus aguas de baño carecen de buena calidad, el resto de playas del delta del Ebro se encuentran en una situación de regresión generalizada por la disminución de sedimentos y por el cambio climático.

- En el caso de los arenales de Baleares tanto es Carbó, El Trench, sa Canova, d'es Comú, es cavallet, cavall d'en Borràs, Binigaus y Son Bou se encuentran dañados paisajísticamente por urbanizaciones cercanas o puertos comerciales y deportivos (caso de El Trench, Cavall d'en Borrás y d'es Comú), destacando de entre todas ellas los casos de la playa de Son Bou y la playa d'es Comú.

- Todos los arenales de la Comunidad valenciana se encuentran fuertemente dañados por urbanizaciones cercanas y por índices altos de aguas residuales fecales e industriales. Como caso significativo de contaminación es el de las playas del parque natural de la Albufera de Valencia y la desembocadura del río Segura, afectando a la playa del Rebollo, en cuanto a daño paisajístico reciente destaca el complejo residencial de Marina d'Or en Oropesa construido en un extremo de la playa del Prat de Cabanes, las torres de apartamentos en la desembocadura del río Segura, así como el complejo de unifamiliares construidos a la entrada de la playa de El Pinet, bordeando el parque natural de las salinas de Santa Pola y a menos de 400 metros de la playa. Dentro del maltrato generalizado del litoral alicantino, también destaca la ampliación de la urbanización de los Arenales del Sol y las urbanizaciones en torno a la sierra de Santa Pola y el Clot de Galvany afectando a la calidad paisajística de las dunas de Carabassi, la privatización ilegal en el acceso a la cala de Morro de Toix o Racó del Corb por la construcción de urbanizaciones (anteriormente accesible por un camino), las edificaciones a la entrada de la cala de Bon Nou a menos de 50 metros de la cala, las urbanizaciones en el Rincón de Loix de Benidorm especialmente el complejo de apartamentos denominado VillaMarina, la densidad urbanística en la cala de Finestrat, así como la urbanización de las playas de Las Higuericas y el entorno del cabo Huertas en ciudad de Alicante, L´Arenal de Xàbia, L´Ampolla de Moraira y cala Llebeig. En la provincia de Valencia las agresiones más importantes han sido la ampliación de los puertos de Valencia y Sagunto, urbanizaciones de las playas de Oliva, la ampliación de la urbanización de Piles, Xeraco, Tavernes y Puçol, así como dentro del parque natural de la Albufera de Valencia la construcción en Pinedo, colegio de El Saler, retén de Bomberos y la reforma del Parador de Turismo de El Saler Luis Vives.

- En las playas de Murcia destaca la contaminación visual por invernaderos de plástico en la playa de Parazuelos-Puntas de Calnegre así como la calidad de las aguas de baño de la playa de Cabezo de la Pelea y Covaticas. El arenal más dañado es el de la playa de La Llana dentro del parque natural de las salinas de San Pedro del Pinatar.

### Instituciones oficiales
- MMA Red Natura 2000 en España.
- rirm Red Iberoamericana (y Española) de Reservas Marinas.

#### Cataluña
- GENCAT Àrees protegides de Catalunya.
- DIBA (enlace roto disponible en Internet Archive; véase el historial, la primera versión y la última). Espais Naturals de la Diputació de Barcelona.
- GENCAT Espais d'Interès Natural de Catalunya.

#### Comunidad Valenciana
- GVA Archivado el 5 de agosto de 2010 en Wayback Machine. Espais protegits de la Comunitat Valenciana.
- EPSAR Archivado el 21 de junio de 2010 en Wayback Machine. Emisarios submarinos en la Comunidad Valenciana.
- UV Institut Cavanilles de Biodiversitat i Biologia Evolutiva.
- Ajuntament de València Itinerarios por la Devesa del PN de la Albufera de Valencia.
- Ajuntament de Dénia Rutas de senderismo y rutas submarinas de la reserva marina de Cap de San Antoni (INFO GENERAL-Espacios naturales).

#### Islas Baleares
- Xarxa natura Red natura de las Islas Baleares.
- Consejo de Mallorca Espacios protegidos de Mallorca.
- Mallorcaweb Archivado el 26 de febrero de 2007 en Wayback Machine. PORN del PN de la Península de Levante del 2001, reducida su protección en 2004 en un 92,7%.
- Página oficial de turismo de Ibiza-Consejo de Ibiza Parques naturales de Ibiza.
- Webverd PORN del PN de Cala d’Hort, Cap Llentrisca, Sa Talaia, reducida su protección en 2004 en un 91,6%.
- Consell insular de Menorca PN de Albufera des Grau.
- Consejo Insular de Menorca-Departamento de Economía y Medioambiente Agencia Reserva de la Biosfera de la isla de Menorca.
- Ayuntamiento de Mahón Itinerarios en la albufera des Grau

#### Murcia
- REGMURCIA-Espacios protegidos de la Región de Murcia

- Ayuntamiento de Cartagena-Rutas de senderismo del municipio de Cartagena

- LICS de La Región de Murcia-Ministerio de Medio Ambiente Archivado el 21 de junio de 2010 en Wayback Machine.

#### Andalucía
- juntadeandalucía Espacios naturales de Andalucía.

### Asociaciones ecologistas
- Banderas Negras 2010 Archivado el 4 de julio de 2010 en Wayback Machine.
- ADENA
- ahsa Amigos de los Humedales del Sur de Alicante
- Alnitak ONG del medio ambiente marino y costero
- CRAM Fundación para la conservación y protección de animales marinos
- Ecologistas en acción
- Fundación Sierra Minera
- Greenpeace Archivado el 28 de junio de 2011 en Wayback Machine.
- SEO/BirdLife-Áreas Importantes para la Conservación de las Aves (IBA) Marinas en España

- Datos: Q5660338